# 最強スポーツ男子頂上決戦 総合順位 種目別順位
ここでは最強スポーツ男子頂上決戦の詳しい成績などについて述べている。
- P:獲得ポイント

## 第1 - 5回

### 第1回
（2012年11月21日 19:00-21:24）
総合順位（16人出場・最終種目進出者6人）
| 順位  | 名前   | P   | 備考                     |
| ----- | ------ | --- | ------------------------ |
| 第1位 | 佐野岳 | 340 | 俳優、タレント           |
| 第2位 | KENZO  | 295 | DA PUMP                  |
| 第3位 | KENCHI | 280 | EXILE                    |
| 第4位 | 森渉   | 263 | 俳優                     |
| 第5位 | 聖也   | 261 | アクロバット俳優         |
| 第6位 | JUNO   | 220 | 歌手、ファッションモデル |

脱落者
| 順位   | 名前              | P   | 備考                         |
| ------ | ----------------- | --- | ---------------------------- |
| 第7位  | TETSUYA           | 190 | EXILE                        |
| 第8位  | 滝口幸広          | 170 | 俳優、タレント               |
| 第9位  | 谷内伸也          | 140 | Lead                         |
| 第10位 | 中尾明慶          | 125 | 俳優                         |
| 第11位 | KEIJI             | 105 | EXILE                        |
| 第11位 | KENTAダルビッシュ | 105 | 俳優、タレント               |
| 第11位 | 蕨野友也          | 105 | 俳優                         |
| 第14位 | グァンス          | 090 | 超新星                       |
| 第14位 | 山田親太朗        | 090 | 俳優、タレント、歌手、モデル |
| 第16位 | 中川大志          | 045 | 俳優、タレント               |

種目別結果
| BATTLE | 競技名             | 挑戦人数 | 優勝者 | 記録    | 実況     | 備考                        |
| ------ | ------------------ | -------- | ------ | ------- | -------- | --------------------------- |
| 1st    | マウンテンフラッグ | 16人     | 佐野岳 |         | 佐藤文康 |                             |
| 2nd    | ハンマークラッシュ | 16人     | 聖也   | 7m40cm  | 駒田健吾 | 5m00cmから試技開始          |
| 3rd    | モンスターボックス | 16人     | 森渉   | 18段    | 佐藤文康 | 11段から試技開始(第2回まで) |
| 4th    | パワーウォール     | 10人     | KENZO  |         | 駒田健吾 |                             |
| Final  | ショットガンタッチ | 5人      | 佐野岳 | 12m00cm | 佐藤文康 |                             |

記念すべき第1回大会。
第1種目マウンテンフラッグでは、佐野岳が圧倒的な速さで、他の選手達を寄せ付けず、種目別優勝に輝く。
第2種目ハンマークラッシュでは、7m40cmでKENZO、KENCHI、聖也、TETSUYAが残り、有力候補と言われていたKENZO、KENCHI、TETSUYAがまさかの失敗に終わり、軽量級の聖也が7m40cmを成功させ、この種目の優勝に輝いた。
第3種目モンスターボックスでは、17段まで7人が残るハイレベルの闘いになり、17段を成功させた森渉と聖也の2人が18段に進み、両者共に1回目は失敗するも、森渉が2回目で意地で18段を成功。聖也も2回目で18段に挑むも失敗に終わり、森渉の優勝が確定し、涙が流す場面が見られた。一方EXILEメンバーと共に参戦していたKEIJIは11段の記録に終わってしまい、総合11位タイで脱落となってしまった。
第4種目パワーウォールの1回戦で脱落を逃れた暫定総合10位のTETSUYAと暫定総合9位の中尾明慶が激突。前半は中尾が優勢に押し込んでいくが、途中転倒するアクシデントに見舞われ、TETSUYAが一気に逆転し、勝利。2回戦ではここまで暫定総合1位の佐野と激突し、こちらも前半は押され気味になるも、意地で押し返し勝利。しかし準決勝でKENCHIとのEXILE対決となり、KENCHIに敗れ準決勝敗退。そんな中で圧倒的な強さを見せつけたのが、モンスターボックス終了時点で暫定総合6位タイにつけていたKENZO。初戦で聖也を秒殺で降し、準決勝でJUNOを降し、決勝ではKENCHIとKENZOの対決となるも、持ち前のパワーでKENCHIを降し、種目別優勝を手にした。モンスターボックス終了時点で暫定5位につけていた滝口幸広は初戦でKENCHIに敗れ、総合8位で脱落。また、KENZOとJUNOと同じく暫定総合6位タイにつけていた谷内伸也は初戦でJUNOと当たり、接戦の勝負となるも敗れて総合9位で脱落。準決勝まで勝ち進んだTETSUYAも総合7位と一歩及ばず、脱落となってしまった。
迎えた最終種目ショットガンタッチでは、暫定総合1位のKENCHIから暫定4位タイの森渉、聖也、JUNOまでの差が60Pしかなく、誰もが優勝のチャンスを窺える状態になっていたが、ここで暫定総合6位のJUNOが負傷により棄権。5人での競技となった。
暫定総合2位タイにつけていた佐野が1回目から12m00cmに挑み、成功して暫定トップに立つ。一方のKENCHIは1回目に11m50cmに挑戦するも、僅かに触れておらず失敗し、暫定トップの座を佐野に許してしまう。佐野と同じく暫定総合2位タイで迎えていたKENZOは唯一1回目と2回目を成功させ、暫定トップに立つ。あとのないKENCHIは同じ距離に挑むが、ボタンプッシュミスをしてしまい、失敗。さらに佐野も1回目と同じ距離に挑むも、ボールに触れておらず失敗。1位のKENZOと2位の佐野との差は僅か5P差の大接戦となり、迎えた最終試技では、逆転の望みを賭けた聖也が12m30cmに挑むも失敗し、総合5位が確定。KENCHIはまたも11m50cmを挑むも失敗に終わり、総合3位で試技終了。一方の佐野は、またも12m00cmに挑戦し、これを成功させKENZOを逆転し暫定トップに立つ。11m90cmを成功すれば逆転するKENZOだったが、あとちょっとの所でボールに触れられず失敗し、この瞬間に佐野の総合優勝が確定し、歓喜の涙を流した。

### 第2回
（2013年4月11日 19:00-21:54）
総合順位（16人出場・最終種目進出者5人）
| 順位  | 名前           | P   | 備考                         |
| ----- | -------------- | --- | ---------------------------- |
| 第1位 | 森渉           | 423 | 前回総合4位                  |
| 第2位 | 関口メンディー | 386 | GENERATIONS from EXILE TRIBE |
| 第3位 | 佐野岳         | 383 | 前回総合優勝                 |
| 第4位 | 延山信弘       | 320 | 俳優                         |
| 第5位 | 大貫勇輔       | 296 | ダンサー                     |

脱落者
| 順位   | 名前     | P   | 備考                               |
| ------ | -------- | --- | ---------------------------------- |
| 第6位  | 聖也     | 230 | 前回総合5位                        |
| 第7位  | CASPER   | 220 | CROSS GENE                         |
| 第7位  | KENZO    | 220 | 前回総合2位                        |
| 第9位  | ELLY     | 195 | 三代目J Soul Brothers              |
| 第10位 | 滝川英治 | 190 | 俳優                               |
| 第11位 | 敦士     | 115 | ファッションモデル、俳優、タレント |
| 第12位 | グァンス | 100 | 前回総合14位                       |
| 第13位 | 石垣佑磨 | 075 | 俳優                               |
| 第14位 | 渡部秀   | 070 | 俳優                               |
| 第15位 | 入江甚儀 | 065 | 俳優                               |
| 第16位 | 清水一希 | 050 | 俳優                               |

種目別結果
| BATTLE | 競技名             | 挑戦人数 | 優勝者         | 記録                      | 実況     | 備考 |
| ------ | ------------------ | -------- | -------------- | ------------------------- | -------- | ---- |
| 1st    | マウンテンフラッグ | 16人     | 佐野岳         |                           | 佐藤文康 |      |
| 2nd    | ハードアンカー     | 16人     | 関口メンディー | 11秒37                    | 駒田健吾 |      |
| 3rd    | モンスターボックス | 16人     | 聖也、森渉     | 19段（スポダン新記録）    | 佐藤文康 |      |
| 4th    | ザ・フェンス       | 12人     | 佐野岳         | 19秒82                    | 駒田健吾 |      |
| 5th    | パワーウォール     | 10人     | 関口メンディー |                           | 駒田健吾 |      |
| Final  | ショットガンタッチ | 5人      | 佐野岳         | 12m10cm（スポダン新記録） | 佐藤文康 |      |

第1種目マウンテンフラッグでは、ディフェンディングチャンピオンの佐野岳が、予選・決勝共に余裕の速さを見せ、種目連覇を成し遂げた。
第2種目の新種目ハードアンカーでは、初出場の関口メンディーが11秒81という驚異的なタイムを叩き出す。同じ組にいた滝川英治が12秒91、大貫勇輔が12秒68と12秒台の好タイムを叩き出すもメンディーを超えられず。残る最終組に有力候補のKENZOが登場するも、同じ組にいた延山信弘がメンディーを上回る11秒44というタイムを叩き出し、決勝進出を果たす。一方KENZOは12秒39の好タイムを叩き出すも3位に終わり決勝進出はならず。決勝で延山とメンディーの2人の対決となり、最後はメンディーが11秒37という驚異的なタイムを叩き出し、種目別No.1に輝いた。
第3種目モンスターボックスでは経験者組が自己記録更新を連発。前回優勝した森渉の記録18段を終えた時点で、佐野、森、CASPER、聖也の4人が残り、19段では佐野、森、CASPERの3人が1回目を失敗。悪い流れが流れる中、聖也が19段を1発で成功させ、喜びを爆発させた。後がない森も、2回目で19段を成功させ、雄叫びを上げた。一方佐野とCASPERは19段2回目も失敗し、記録18段に終わる。スポダンとしては初となる20段の領域に入り、1回目は両者共に失敗。2回目に全てを賭けた森だったが、あと少しの所で失敗。最後に残った聖也が20段2回目に挑み、成功しているかのように見えたが、背中が跳び箱についてしまい失敗。モンスターボックスNo.1を森と聖也の2人で分け合う結果となった。
第4種目の新種目ザ・フェンスではモンスターボックス終了した時点で暫定総合6位の大貫が24秒33という好タイムを叩き出す。その後も滝川、ELLYが24秒台を叩き出すも、大貫を超えられず。第7組で登場した延山が大貫を超える22秒37の好タイムを叩き出し、暫定トップに躍り出るも、最終組で暫定総合2位の佐野と暫定総合1位の森が激しいデッドヒートを繰り広げ、最後は佐野が19秒82、森が20秒09と両者共に延山のタイムを上回り、佐野が2つ目の種目別優勝に輝いた。ザ・フェンスが終了した時点で、暫定総合1位の佐野と暫定総合2位の森との差が僅か5Pという大接戦。
第5種目パワーウォールでは、ザ・フェンス終了した時点で暫定総合10位に甘んじていたKENZOが、1回戦で滝川を、2回戦では佐野と対戦し、余力を残して勝利する。しかしここまで暫定総合5位につけていたメンディーが、ここでも自分のパワーを発揮し、初戦で大貫を余裕で勝利し、準決勝で前回のディフェンディングチャンピオンのKENZOをパワーでねじ伏せて決勝進出を果たす。さらに驚きの活躍を見せたのが、暫定総合2位につけていた森。2回戦から登場し、初戦で僅差でELLYに勝ったCASPERと対戦。序盤はCASPERが優勢に押し込み、CASPERが勝つと思われていたが、一瞬力が抜けてしまった所を森に見破られ、精神力で一気に押し切った森が逆転し、CASPERに勝利。さらに準決勝で暫定総合3位につけていた延山とも対戦し、前半は押し込まれるも持ち前の精神力でまたも逆転し延山に勝利。これには主催者の観月ありさだけでなく、選手達や観客席にいたファンを驚かせた。決勝で森とメンディーの2人が激突し、前半から森が精神力とパワーでメンディーを押しこみ会場内を驚かせるも、最後はメンディーが底力を見せて勝利し、2つ目の種目別優勝に輝いた。
前回総合2位のKENZOは、ハードアンカー3位、モンスターボックスでは自己記録3段更新の15段、パワーウォールで準決勝進出を果たすも、スピード系種目のマウンテンフラッグ初戦敗退、新種目ザ・フェンスで苦戦を強いられてしまい9位に終わり、総合7位タイで脱落を喫した。
前回総合5位の聖也は、マウンテンフラッグ決勝進出、モンスターボックスで優勝に輝き、モンスターボックス終了した時点で暫定総合5位につけるも、新種目のハードアンカーでは最下位、ザ・フェンスでもKENZO同様、苦戦を強いられ8位、パワーウォールでは初戦で延山に秒殺されてしまい、結果総合6位に終わり、本来ならば最終種目に進出出来る順位のはずだったが、最終種目進出者が5人に変更された為、パワーウォールを終えた時点で暫定総合5位の大貫と25P差で、脱落を喫してしまった。
迎えた最終種目ショットガンタッチでは、暫定総合1位の森から暫定総合3位の延山との差は45Pとなっており、佐野は自己記録12m00cm、森が自己記録11m10cmと、佐野が逆転出来る可能性は十分にあった。試技1回目で佐野は自己記録を30cm下回る11m70cmを挑戦し、成功したかに見えたが、あまりもスピードがつき過ぎてしまってボールを通り過ぎてしまった事と、ボールが身体より外に落ちてしまった為、まさかの失敗。一方の森は自己記録を20cm上回る11m30cmを申告し、スロー判定が出るも、ギリギリでボールに触れて成功。佐野との差を64Pまで広げた。1回目が終了した時点では、暫定総合2位のメンディーから暫定総合4位の延山との差は、16Pしかない大接戦状態となっていた。試技2回目で、もう失敗が出来ない佐野は自己記録10cm上回る12m10cmに挑戦。転びながらボールに向かって飛び込み、執念で成功させた。森は1回目と同じ11m30cmに挑み、今度は余裕で成功させ、佐野との差は40Pとっていた。最終試技では逆転勝利を狙った佐野は、12m70cmを申告し、勝負に挑むも、失敗に終わってしまい、さらに最終試技でメンディーに3P上回られてしまい、総合3位で試技を終え、連覇の夢が潰えてしまった。これにより森が初の総合優勝に輝いた。一方、全種目で安定した成果を見せた延山は、最終種目前まで暫定総合3位で1位との差は45P差だったが、3回とも11m80cmを失敗してしまい、さらにメンディーに逆転されてしまい、総合4位の結果に終わった。

### 第3回
（2013年12月29日 18:00-21:00）
総合順位（16人出場・最終種目進出者2人）
| 順位  | 名前           | P   | 備考        |
| ----- | -------------- | --- | ----------- |
| 第1位 | 関口メンディー | 485 | 前回総合2位 |
| 第2位 | 佐野岳         | 475 | 前回総合3位 |

脱落者
| 順位   | 名前     | P   | 備考                                                   |
| ------ | -------- | --- | ------------------------------------------------------ |
| 第3位  | ロビン   | 240 | モデル                                                 |
| 第4位  | 滝川英治 | 235 | 前回総合10位                                           |
| 第5位  | 鈴木貴之 | 225 | 初代ミスター・ジャパン                                 |
| 第5位  | 延山信弘 | 225 | 前回総合4位                                            |
| 第7位  | 森渉     | 210 | 前回総合優勝                                           |
| 第8位  | 池谷直樹 | 170 | 元体操選手、タレント、モンスターボックス世界記録保持者 |
| 第9位  | CASPER   | 155 | 前回総合7位                                            |
| 第10位 | 中尾明慶 | 150 | 前々回総合10位                                         |
| 第11位 | 菅谷哲也 | 130 | 俳優                                                   |
| 第11位 | 聖也     | 130 | 前回総合6位                                            |
| 第13位 | ELLY     | 125 | 前回総合9位                                            |
| 第14位 | KENZO    | 115 | 前回総合7位                                            |
| 第14位 | 本宮泰風 | 115 | 俳優                                                   |
| 第16位 | 中村昌也 | 100 | 俳優                                                   |

種目別結果
| BATTLE | 競技名             | 挑戦人数 | 優勝者                 | 記録                      | 実況     | 備考                                         |
| ------ | ------------------ | -------- | ---------------------- | ------------------------- | -------- | -------------------------------------------- |
| 1st    | マウンテンフラッグ | 16人     | 佐野岳                 |                           | 佐藤文康 |                                              |
| 2nd    | パワーウォール     | 16人     | 関口メンディー         |                           | 駒田健吾 |                                              |
| 3rd    | モンスターボックス | 16人     | 池谷直樹、佐野岳、森渉 | 20段（スポダン新記録）    | 佐藤文康 | 12段から試技開始                             |
| 4th    | ザ・フェンス       | 15人     | 佐野岳                 | 16秒24（スポダン新記録）  | 伊藤隆佑 |                                              |
| 5th    | ハードアンカー     | 8人      | 関口メンディー         |                           | 駒田健吾 | タイムトライアルなし                         |
| Final  | ショットガンタッチ | 2人      | 佐野岳                 | 12m70cm（スポダン新記録） | 佐藤文康 | どちらかが失敗するまで続けるサドンデスマッチ |

かつて、スポーツマンNo.1決定戦で総合No.1を4度（プロスポーツマン大会1回、芸能人大会3回）獲得している、池谷直樹の参戦が注目を集めた。オープニングの収録では、池谷を除く15人しかおらず、主催の観月ありさは「カンフル剤として強力な選手を用意」としか明かさないという異例なオープニングを迎えた。
第1種目マウンテンフラッグでは、第1組ではこの種目2連覇中の佐野岳、前回総合優勝の森渉、延山信弘が激突し、一瞬佐野が綱をつかみ損ねるアクシデントがあるも致命傷には至らず、なんとか予選を勝利、第2組では関口メンディーと滝川英治の接戦となり、最後は手の差でメンディーが勝利。そして第4組、ここで初めて池谷が登場し、選手全員を驚かせた。結局第4組では池谷が年齢のブランクを感じさせず、予選を勝利した。決勝では佐野、メンディー、ロビン、池谷の4人で行われるも、最後は佐野が余裕で駆け登り、マウンテンフラッグ3連覇を果たした。
第2種目パワーウォールでは、1回戦第2試合で前回この種目を制したメンディーと池谷の2人が激突。インタビューで「ちょっと調子にのっている」と池谷に言われていたメンディーだったが、1回戦では池谷を秒殺し、池谷を苦笑いさせ、メンディーは池谷にお辞儀をした。また、この種目で中村昌也、鈴木貴之、滝川英治が活躍を見せ、中村が初戦でELLYを、2回戦でCASPERのパワー系に勝利という活躍。鈴木は前回準決勝進出の延山を初戦で降し、さらには2回戦で前々回のディフェンディングチャンピオンのKENZOに勝利するという大活躍。滝川も初戦で森を降し、2回戦ではパワー系の中尾明慶を降して準決勝進出。準決勝第1試合ではメンディーと中村の対戦となり、メンディーがここでも意地を見せ、準決勝で中村に勝利。準決勝第2試合では鈴木と滝川の対決となり、前半は滝川が優勢となるも、後半から逆転した鈴木が滝川を押しこみ、逆転勝利するという快進撃を見せた。決勝ではメンディーと鈴木の対決となり、前半は鈴木が押していくも、メンディーがディフェンディングチャンピオンの意地と気迫を見せ、鈴木に勝利し、種目連覇を果たす。
第3種目モンスターボックスでは、23段の世界記録保持者である池谷が参戦したことと、前回のこの種目の優勝者である森と聖也がいることによって、紛れもなくハイレベルであることが予想された。しかし18段で聖也が2度失敗するというアクシデントがあり、聖也は悔しさのあまり涙を流した。19段に進出したのが7人という過去最高のハイレベルとなっていたが、この19段で延山、メンディー、CASPER、ロビンが1回目を失敗。2回目に賭けたメンディー、CASPER、ロビンは2回目も失敗したが、延山は2回目で前回の自己記録を3段上回る19段を成功させた。これにより20段に4人が進出するという、スポーツマンNo.1決定戦第13回芸能人サバイバルバトル以来のハイレベルとなっていた。20段では池谷が1回目で失敗してしまい、さらに佐野、延山も1回目の失敗を記録してしまうが、池谷の大学の後輩にあたる森が20段を一発で成功し、嬉しさのあまり涙を流した。もうあとのない池谷が20段を意地で成功させ、喜びを爆発させた。さらに佐野も前回の記録を2段上回る20段を2回目で成功させ、佐野も喜びを爆発させた。一方延山は20段を2回目も失敗し、21段には池谷、佐野、森が挑むというハイレベルな闘いとなるが、21段を3人共1回目は失敗を記録してしまい、もうあとのない2回目では池谷が成功したかのように見えたが、お尻や太ももあたりが跳び箱に触れてしまい失敗。ディフェンディングチャンピオンを賭けた森は、背中が跳び箱についてしまい失敗。さらに佐野も2回目を失敗し、スポダンでは初の3人でモンスターボックス優勝を分け合うことになった。
第4種目ザ・フェンスでは、前回優勝している佐野と初挑戦の池谷に注目が集まっていた。しかし暫定総合3位につけていた池谷が手を滑らせて金網から離れてしまい、まさかの失格。本人もまさかの出来事にショックを受けていた。最終組で迎えた佐野は、前回の自分の記録を上回る16秒24という驚異的なタイムを叩き出し、この種目を制した。さらに佐野と同じ組にいた延山も17秒95というタイムを叩き出し、両者10秒台でゴールする超ハイレベルな闘いを演じた。一方メンディーはこの種目で大苦戦し、棄権した選手や失格となってしまった選手を除いて最下位となってしまい、佐野に逆転され、暫定総合2位に後退。
第5種目ハードアンカーでは、初戦でまたも池谷と当たったメンディーだったが、持ち前のパワーで池谷を撃破。準決勝で滝川との対戦も制した。準決勝第2試合でロビンと延山との対戦で、延山が優勢に見えていたが、延山が一瞬バランスを崩してしまい、ロビンが勝利という波乱の展開となった。決勝ではメンディーとロビンの対決となり、メンディーが勝利。種目連覇を果たした。これによりメンディーは総合トップに再浮上し、ファイナル進出を果たす。
前回優勝の森渉は、モンスターボックス優勝、ザ・フェンス 3位の好成績を収めるも、マウンテンフラッグ、パワーウォール、ハードアンカーで初戦敗退を喫してしまい、過去最低の総合7位で脱落となってしまった。
前回総合4位の延山も、モンスターボックスでは自己記録3段更新の19段、ザ・フェンスでは2位の好成績を収めるも、マウンテンフラッグ、パワーウォールで初戦敗退。ハードアンカーでは準決勝で逆転負けを喫し、総合5位タイで終え、前回であれば最終種目に進出できるはずだったが、最終種目には上位2人しか進めないというルールに変更されてしまい、脱落を喫した。
最終種目ショットガンタッチでは、1位のメンディーを2位の佐野が40P差で追う展開となっていた。最初にメンディーが自己記録12m00cmを成功させ、佐野を突き放す。一方佐野は自己記録を50cm上回る12m60cmを申告。失敗すれば即終了という状況の中、12m60cmを成功し、メンディーを逆転。続く2回目ではメンディーが自己記録を30cm上回る12m30cmを申告。スロー判定が出たが、手がボールに触れており、成功し、再び佐野を10P上回る。佐野は前回失敗した12m70cmに挑戦し、小指がボールに触れ、ギリギリの成功。これでメンディーと佐野が同点で1位となる。3回目ではメンディーが12m40cmに挑戦し成功。佐野は12m80cmに挑戦するも失敗に終わり、総合優勝奪回はならなかった。これによって、メンディーが総合優勝を勝ち取り、過去に出場したEXILE仲間の無念を晴らした。

### 第4回
（2014年12月23日 18:30-21:54）
総合順位（16人出場・最終種目進出者3人）
| 順位  | 名前           | P   | 備考                                                                    |
| ----- | -------------- | --- | ----------------------------------------------------------------------- |
| 第1位 | 関口メンディー | 575 | 前回総合優勝                                                            |
| 第2位 | 森渉           | 540 | 前回総合7位                                                             |
| 第3位 | 魔裟斗         | 460 | 元K-1 WORLD MAX世界王者、俳優、タレント、キックボクサー、スポーツ解説者 |

脱落者
| 順位   | 名前     | P   | 備考                   |
| ------ | -------- | --- | ---------------------- |
| 第4位  | 延山信弘 | 320 | 前回総合5位            |
| 第5位  | 佐野岳   | 310 | 前回総合2位            |
| 第5位  | ロビン   | 310 | 前回総合3位            |
| 第7位  | 大貫勇輔 | 290 | 前々回総合5位          |
| 第8位  | 池谷直樹 | 285 | 前回総合8位            |
| 第9位  | 聖也     | 200 | 前回総合11位           |
| 第10位 | 永瀬匡   | 190 | 俳優                   |
| 第11位 | 横浜流星 | 185 | 俳優                   |
| 第12位 | 澤宥紀   | 170 | cancamモデル           |
| 第13位 | 松田凌   | 130 | 俳優                   |
| 第13位 | 宮城大樹 | 130 | 元キックボクサー、俳優 |
| 第15位 | 今井洋介 | 115 | 写真家                 |
| 第16位 | 柿澤勇人 | 075 | 俳優                   |

種目別結果
| BATTLE | 競技名             | 挑戦人数 | 優勝者         | 記録                     | 実況     | 備考                        |
| ------ | ------------------ | -------- | -------------- | ------------------------ | -------- | --------------------------- |
| 1st    | ザ・フェンス       | 16人     | 佐野岳         | 16秒83                   | 伊藤隆佑 |                             |
| 2nd    | ハードジャンパー   | 16人     | 関口メンディー |                          | 駒田健吾 |                             |
| 3rd    | モンスターボックス | 15人     | 佐野岳         | 20段（スポダン記録タイ） | 伊藤隆佑 | 13段から試技開始(第6回まで) |
| 4th    | プルズドライブ     | 15人     | 延山信弘       | 34秒09                   | 佐藤文康 |                             |
| 5th    | パワーウォール     | 8人      | 魔裟斗         |                          | 駒田健吾 |                             |
| Final  | ショットガンタッチ | 3人      | 関口メンディー | 11m70cm                  | 佐藤文康 |                             |

元K-1 WORLD MAX世界王者の魔裟斗が参戦し、注目を集めた。
第1種目ザ・フェンスの第1組で、前回王者の関口メンディーと魔裟斗が対決し、魔裟斗が22秒83と最速タイムを叩き出す。その後の選手達も魔裟斗の記録を上回る為に挑むが、魔裟斗を上回る選手が中々現れず、第7組の延山信弘が17秒90で、魔裟斗を上回るタイムを叩き出し、暫定1位になるも、最終組の佐野岳が16秒83のタイムを叩き出し、ザ・フェンス3連覇を果たす。
第2種目新競技のハードジャンパーでは、第1組に魔裟斗、池谷直樹のレジェンドの2人が登場するも、今大会最年少の横浜流星がレジェンド2人に勝利し、レジェンド2人が予選敗退という意外な結末に。第2組では澤と森の一騎討ちとなり、2分半の激闘の末に森が勝利。第3組では関口メンディーが勝利し、第4組ではロビン、延山、佐野、聖也の4人が登場し、ロビンが予選を突破し、決勝では最初にロビンが脱落し、横浜もメンディーと森相手に粘るも敗れてしまい、森とメンディーの一騎討ちとなり、接戦の末、メンディーが森に勝利し、種目別優勝を果たす。
第3種目モンスターボックスでは、No.1と目されていた池谷は、今回今一つ調子が乗らず、森が「調子が悪いのかな？」と思うほどだった。20段に森、池谷、佐野の3人が残り、20段1回目で池谷と森が失敗のアクシデントがあったが、佐野が20段1回目で審議判定になるも、ギリギリで20段を1回でクリアした。2回目に全てを賭けた池谷は2回目も失敗してしまい、記録19段で試技終了。森に全てを託した池谷は森に近寄り、激励を送ったが、森も2回目で失敗してしまい自己記録を下回る19段で試技終了し、モンスターボックス4連覇が無くなり、池谷もモンスターボックス公認記録会以来の敗北を喫し、佐野がモンスターボックス優勝となった。
第4種目プルズドライブでは、第1組の延山が34秒09という脅威的タイムを叩き出す。しかし、今大会初登場ということもあってか、第4組まで挑戦して3人しかゴール出来ていないという異例の事態に。第7組に魔裟斗と大貫勇輔のパワー対決となり、魔裟斗が持ち前のパワーを駆使して挑むも36秒22、大貫も45秒65と延山のタイムを超えられず。そして最終組にメンディーが登場し、メンディーを応援するためにGENERATIONS from EXILE TRIBEのメンバーが応援に駆け付け、メンバーに優勝する姿を見せる為にも、種目別優勝を狙っていたメンディーだが、40秒06と暫定3位に終わってしまい、延山が自身初の種目別優勝を果たした。
第5種目のパワーウォールでは、準決勝で大貫とメンディーが激突し、前々回以来の勝負となったが、メンディーが返り討ちを果たし、大貫を撃破。そして魔裟斗は1回戦で延山を、そして準決勝でロビンを撃破。そして決勝戦でメンディーと魔裟斗が激突し、両者互角の闘いとなり、激戦の末、魔裟斗が僅差でメンディーに勝ち、魔裟斗がパワーウォール優勝を果たした。これによりメンディーが暫定総合1位、森と魔裟斗が暫定総合2位タイとなり、3人が最終種目進出を果たした。
過去3大会最終種目進出している佐野は、ザ・フェンスとモンスターボックスで優勝を果たすも、ハードジャンパー予選敗退、プルズドライブでは制限時間を超えてしまい失格。さらにパワーウォールではロビンと接戦になるも敗れてしまい、自己最低の総合5位で自身初の脱落を喫してしまった。
また、プルズドライブ終了時点で暫定総合2位につけていた延山はパワーウォール初戦で魔裟斗と激突し、序盤は魔裟斗に対して粘るも、魔裟斗の脅威的パワーに敗れ、総合4位で10P差で最終種目への切符を逃した。
最終種目ショットガンタッチでは、11m00cmに挑戦した魔裟斗が失敗し、メンディーと森の2人の一騎討ちとなり、森は王座奪還の意地を見せ、自己記録を30cm更新する活躍を見せ、一時は暫定トップに立つも、メンディーが11m70cmをクリアし、森がメンディーを上回るために先程より40cm上回る12m00cmに挑んだが、届かず失敗。この瞬間にメンディーの総合優勝が決定し、初の総合連覇を成し遂げた。

### 第5回
（2015年12月23日 19:56-22:54）
総合順位（16人出場・最終種目進出者3人）
| 順位  | 名前           | P   | 備考                 |
| ----- | -------------- | --- | -------------------- |
| 第1位 | 佐野岳         | 400 | 前回総合5位          |
| 第2位 | 関口メンディー | 385 | 前回、前々回総合優勝 |
| 第3位 | 池谷直樹       | 310 | 前回、前々回総合8位  |

脱落者
| 順位   | 名前       | P   | 備考         |
| ------ | ---------- | --- | ------------ |
| 第4位  | 森渉       | 300 | 前回総合2位  |
| 第4位  | 大貫勇輔   | 300 | 前回総合7位  |
| 第6位  | 高畑裕太   | 285 | 俳優         |
| 第7位  | 永瀬匡     | 260 | 前回総合10位 |
| 第8位  | ロビン     | 245 | 前回総合5位  |
| 第9位  | 井上正大   | 200 | 俳優、モデル |
| 第10位 | 栗山航     | 195 | 俳優、モデル |
| 第11位 | 横浜流星   | 190 | 前回総合11位 |
| 第11位 | 久保田秀敏 | 190 | 俳優         |
| 第13位 | 魔裟斗     | 185 | 前回総合3位  |
| 第14位 | 勧修寺玲旺 | 175 | 俳優、モデル |
| 第15位 | 平田雄也   | 140 | 俳優         |
| 第16位 | 上遠野太洸 | 105 | 俳優、モデル |

種目別結果
| BATTLE | 競技名             | 挑戦人数 | 優勝者                 | 記録                     | 実況                                      | 備考 |
| ------ | ------------------ | -------- | ---------------------- | ------------------------ | ----------------------------------------- | ---- |
| 1st    | ザ・フェンス       | 16人     | 佐野岳                 | 17秒12                   | 駒田健吾                                  |      |
| 2nd    | モンスターボックス | 16人     | 池谷直樹、佐野岳、森渉 | 20段（スポダン記録タイ） | 駒田健吾（16段まで） 伊藤隆佑（17段以降） |      |
| 3rd    | ヘビープレス       | 16人     | 関口メンディー         |                          | 杉山真也                                  |      |
| 4th    | ハードジャンパー   | 15人     | 佐野岳                 |                          | 伊藤隆佑                                  |      |
| 5th    | パワーウォール     | 8人      | 関口メンディー         |                          | 伊藤隆佑                                  |      |
| Final  | ショットガンタッチ | 3人      | 佐野岳                 | 12m00cm                  | 駒田健吾                                  |      |

第1種目ザ・フェンスの優勝は今回も佐野岳で、種目4連覇。2位には今大会最年長のレジェンド・池谷直樹が入る。今大会も総合優勝し、総合3連覇を狙う関口メンディーだが、苦手とするこの種目で今回も15位に終わる。
第2種目モンスターボックスは、19段に6人が挑戦したが、成功したのは過去のモンスターボックス優勝経験者である、佐野、池谷、森渉の3人。その3人は20段も成功させ、スポダンではまだクリアされたことがない21段に挑戦。しかし3人とも失敗し、第3回に続いて3人の同時優勝となった、
第3種目は初登場となるヘビープレス。パワー系を苦手とする佐野が予選を突破する健闘を見せる。一方、優勝候補と目されていた魔裟斗は予選を突破するが、予選で肩を痛めたという理由に決勝を棄権するハプニングもあった。暫定総合12位と大きく出遅れていたメンディーだが、予選で今大会初出場の高畑裕太との6分超に及ぶ激闘を勝ち抜くと、決勝でも長期戦による疲労の影響を感じさせない安定感でこの種目を制し、一気に総合5位へと浮上。
第4種目ハードジャンパーは、予選第2組で佐野と高畑が激突。190回に達するハイレベルな試合となった。決勝に残ったのは、ロビン、佐野、森、そして前回この種目を制したメンディー。決勝はロビンが最初に脱落。直後にメンディーがまさかの脱落。最後は森が脱落し、佐野が今大会3種目の優勝を勝ち取る。ここで総合ランキング9位以下の8人が脱落。前回総合3位の魔裟斗もここで姿を消した。
ハードジャンパー終了時点で、各種目で上位に立ち続けた暫定総合1位の佐野が暫定総合2位まで浮上したメンディーに95Pものリードを築きあげる事に成功。一方、ファイナリスト進出を懸け暫定総合3位以内への進出を窺う森、池谷、大貫勇輔らもそれぞれのポイントが非常に接近しており、次の種目の結果次第で順位が大きく変動する状況となっていた。
第5種目ファイナリストを賭けたパワーウォールでは、ここまで有力選手相手に善戦していた高畑が初戦で佐野を破って勢いに乗り、決勝まで進出する活躍を見せた。暫定総合1位の佐野と95Pの大差がついていたメンディーは、ヘビープレスに続いて高畑との再戦となるも、冷静にこの種目を制し3連覇への望みを繋いだ。
また、池谷も永瀬匡との対決に勝利し準決勝へ進出。その結果、逆転で暫定総合3位へ浮上し、ファイナル進出を決めた。
ファイナリストは佐野、メンディー、池谷の3人。ここで総合ランキング4位以下の5人が脱落。パワー系種目で見せ場を作った高畑は6位。前回総合2位だった森は痛恨の初戦敗退を喫し、池谷に逆転され4位タイで脱落。
最終種目ショットガンタッチは、最初に挑んだ佐野が12m00cmを成功。その後、池谷が13m00cm、メンディーが12m20cmを失敗したため、1巡目の試技で早々に決着。佐野が第1回以来となる総合優勝を勝ち取った。

## 第6 - 10回

### 第6回
（2016年10月10日 19:00-22:54）
総合順位（16人出場・最終種目進出者3人）
| 順位  | 名前     | P   | 備考         |
| ----- | -------- | --- | ------------ |
| 第1位 | 佐野岳   | 450 | 前回総合優勝 |
| 第2位 | 野村祐希 | 440 | 俳優         |
| 第3位 | 森渉     | 350 | 前回総合4位  |

脱落者
| 順位   | 名前             | P   | 備考                           |
| ------ | ---------------- | --- | ------------------------------ |
| 第4位  | 平野泰新         | 320 | アイドルグループ・MAG!C☆PRINCE |
| 第5位  | 横浜流星         | 315 | 前回・前々回総合11位           |
| 第6位  | 山岸将也         | 310 | 俳優                           |
| 第7位  | コージ・サイカワ | 305 | アクロバット俳優               |
| 第8位  | 池谷直樹         | 290 | 前回総合3位                    |
| 第9位  | 井上正大         | 240 | 前回総合9位                    |
| 第10位 | 小嵐健太         | 235 | お笑いグループ・超新塾         |
| 第11位 | 平田雄也         | 220 | 前回総合15位                   |
| 第12位 | 大倉士門         | 215 | モデル                         |
| 第13位 | 田村侑久         | 210 | アイドルグループ・BOYS AND MEN |
| 第14位 | 神田穣           | 205 | 俳優                           |
| 第14位 | 鈴木貴之         | 205 | 第3回大会総合5位               |
| 第16位 | 呂敏             | 120 | 前回総合8位                    |

種目別結果
| BATTLE | 競技名             | 挑戦人数 | 優勝者   | 記録                   | 実況                                      | 備考              |
| ------ | ------------------ | -------- | -------- | ---------------------- | ----------------------------------------- | ----------------- |
| 1st    | モンスターボックス | 16人     | 平野泰新 | 22段（スポダン新記録） | 伊藤隆祐（19段まで） 駒田健吾（20段から） |                   |
| 2nd    | ヘビープレス       | 16人     | 野村祐希 |                        | 杉山真也                                  |                   |
| 3rd    | ジャイアントクリフ | 15人     | 山岸将也 |                        | 駒田健吾                                  |                   |
| 4th    | ハードジャンパー   | 15人     | 佐野岳   |                        | 伊藤隆祐                                  |                   |
| 5th    | パワーウォール     | 8人      | 野村祐希 |                        | 佐藤文康                                  |                   |
| Final  | ショットガンタッチ | 3人      | 佐野岳   | 12m30cm                | 佐藤文康                                  | 通算2回失敗で脱落 |

モンスターボックスinウクライナ
| 競技名             | 挑戦者               | 記録 | 実況     | 備考 |
| ------------------ | -------------------- | ---- | -------- | ---- |
| モンスターボックス | オレグ・ベルニャエフ | 21段 | 伊藤隆祐 |      |

前回大会で第1回大会以来となる、総合優勝を果たした佐野岳が、自身初の総合連覇に挑戦した大会である。前回総合2位の関口メンディーは、今大会には出場せず。
第1種目モンスターボックスは、前回この種目を制した佐野、森渉、池谷直樹の3人に、初出場の平野泰新が19段を成功。スポダン記録となる20段は、平野が唯一1回目の試技で成功。佐野は2回目の試技で成功させるが、森と池谷は2回とも失敗した。21段は、平野がこの高さも1回で成功し、スポダン新記録を樹立。一方佐野は失敗し、モンスターボックスでの種目別4連覇を逃した。平野は22段も成功し、スポダンでは初となる世界記録23段への挑戦者となった。1回目の跳躍では、跳び箱の上まで身体を運んだが、失敗。これを見た池谷が、平野に対し跳躍のアドバイスをかけるシーンも見られた。2回目の跳躍でも跳び箱の上まで身体を運んでみせたものの、あと僅かのところで失敗した。
第2種目ヘビープレスは、決勝でスポーツマンNo.1決定戦時代に活躍したコロッセオの鉄人・野村将希の次男である野村祐希と、同じくスポーツマンNo.1決定戦時代に活躍したケイン・コスギを憧れの人物と慕うコージ・サイカワの初出場の2人が激突。5分超に及ぶ激闘は、野村に軍配が上がった。一方、モンスターボックスで優勝を争った4人は、池谷のみが決勝に進出。佐野、森、平野はいずれも予選敗退に終わり、ここで暫定総合1位に野村が浮上する。
第3種目は、ザ・フェンスに坂登り、3つの高さの壁越えを加えた新種目ジャイアントクリフ。この種目ではザ・フェンスをこれまで4連覇している佐野が順当に決勝へ進出。しかし、決勝では壁越えで躓き、山岸将也に敗れ2位となった。山岸は平野、野村同様初出場であり、ここまでの3種目はいずれも初出場の選手による種目別優勝である。山岸はヘビープレス終了時点で暫定総合16位と大きく苦戦を強いられていたものの、この種目を制したことで暫定総合5位へと一気にジャンプアップ。また、平野はここでも決勝3位に入る健闘をみせ、佐野と並び、暫定総合1位へと再浮上。一方この種目でも予選敗退に終わった森は、脱落圏内となる暫定総合9位まで後退する。
第4種目ハードジャンパーは、予選第2組でここまで好成績を残していた平野が跳躍のタイミングを誤り、わずか5回の跳躍で脱落するという波乱が起きる。前回この種目を制した佐野は予選第4組に登場。ジャイアントクリフ決勝で敗れている山岸と直接対決となり、ここでは佐野が勝利した。決勝は、前回の決勝進出者である佐野と森に加え、2大会ぶりの決勝進出となる横浜流星、そして初出場の野村が進んだ。最初に野村が脱落、続いて横浜が脱落し、前回に続き佐野と森の一騎討ちとなり、最後は森が脱落し、佐野が種目別2連覇を達成。ここで総合下位8人が脱落。決勝まで勝ち残った森と横浜はいずれもジャイアントクリフ終了時点では脱落圏内だったが、逆転で生き残った。そして、今大会初の種目優勝を果たした佐野はここで単独暫定総合1位となる。
第5種目は、ファイナリストを賭けたパワーウォール。この種目を苦手としている佐野は、今大会3度目となる山岸との対決となる。この種目では山岸に軍配が上がり、佐野は痛恨の1回戦敗退となる。佐野はパワーウォールが第5種目となった第4回大会以降、3大会連続で1回戦敗退を喫しており、今大会でもポイント差を詰められてしまう。一方、ハードジャンパーから復調を見せていた森は、「今日1日の中で一番勢いがある」と語ったほどの渾身のパフォーマンスで、コージと山岸を撃破。第2回大会以来となる決勝進出を果たす。一方、もう一つの山を制し決勝に進んだのは、パワー系種目であるヘビープレスを制した野村。2分を超える死闘の末、最後は野村が一気に押し切り、種目優勝を決めた。ここで、総合4位以下の5名が脱落。ハードジャンパー終了時点で暫定総合4位だった森は、ここで暫定総合3位に浮上。連続で足切りを突破し、ファイナリストに滑り込んだ。一方、モンスターボックスで活躍した平野は、ハードジャンパーでのミスが致命傷となり、大きく失速。同種目終了時点では暫定総合3位だったが、パワーウォール1回戦で横浜に完敗。森に逆転され脱落を喫した。そして、総合優勝争いでは2種目を制した野村が、再び暫定総合1位に立つ。
最終種目ショットガンタッチ。暫定総合1位の野村を、25p差で2位の佐野と45p差で森が3位で追う展開となる。1巡目、種目初挑戦の野村は慎重に11m50cmを申告し、これを1回目で成功させる。追いかける佐野も11m80cmを1回目でクリア。しかし森は12m00cmを2回とも失敗し、ここで総合3位が確定。野村と佐野の一騎討ちとなる。2巡目、野村は12m00cmを申告。1回目は距離は届いていたものの、ダイブが高く失敗。しかし2回目を成功させ、踏みとどまる。佐野は12m30cmを1回目でギリギリで成功させる。1度失敗し、もう後が無い野村は、12m40cmに挑むも失敗。佐野が逆転で自身初の2連覇、そして史上最多3度目の総合優勝を成し遂げた。
尚、この大会において優秀な成績を収めた者には、来年行われるプロのアスリートが集結せし「最強スポーツ男子元日頂上決戦」への出場がかかっており、前番組であるスポーツマンNo.1決定戦のプロ大会に相当する大会は実に8年ぶりの開催となる。
また今回は、ウクライナでリオデジャネイロオリンピック・体操個人総合銀メダルのオレグ・ベルニャエフのモンスターボックス挑戦を行った。記録は21段で平野の記録に及ばなかった。

### 第7回
（2017年1月1日 18:00-21:00）
総合順位（8人出場・最終種目進出者4人）
| 順位  | 名前           | P   | 備考                             |
| ----- | -------------- | --- | -------------------------------- |
| 第1位 | 関口メンディー | 310 | 前々回総合2位                    |
| 第2位 | 佐野岳         | 270 | 前回、前々回総合優勝             |
| 第3位 | 樽美酒研二     | 200 | エアーバンド・ゴールデンボンバー |
| 第4位 | 春日俊彰       | 190 | お笑いコンビ・オードリー         |

脱落者
| 順位  | 名前     | P   | 備考                           |
| ----- | -------- | --- | ------------------------------ |
| 第5位 | 野村祐希 | 180 | 前回総合2位                    |
| 第6位 | 辻本達規 | 170 | アイドルグループ・BOYS AND MEN |
| 第7位 | 森渉     | 160 | 前回総合3位                    |
| 第7位 | 平野泰新 | 160 | 前回総合4位                    |

種目別結果
| BATTLE | 競技名             | 挑戦人数 | 優勝者         | 記録    | 実況     | 備考          |
| ------ | ------------------ | -------- | -------------- | ------- | -------- | ------------- |
| 1st    | パワーフォース     | 8人      | 関口メンディー |         | 伊藤隆祐 |               |
| 2nd    | ハードジャンパー   | 8人      | 佐野岳         |         | 伊藤隆祐 |               |
| 3rd    | パワーウォール     | 8人      | 関口メンディー |         | 伊藤隆祐 |               |
| Final  | ショットガンタッチ | 4人      | 佐野岳         | 12m30cm | 佐藤文康 | 1回失敗で脱落 |

アスリートvs芸能人
| 競技名             | 挑戦人数 | 優勝者   | 記録                    | 実況     | 備考                                                 |
| ------------------ | -------- | -------- | ----------------------- | -------- | ---------------------------------------------------- |
| モンスターボックス | 5人      | 平野泰新 | 23段（世界記録タイ）    | 伊藤隆祐 | 17段から試技開始                                     |
| ショットガンタッチ | 5人      | 永井謙佑 | 13m60cm（世界記録タイ） | 伊藤隆祐 | 12m00cmから試技開始 佐野岳 12m80cm（スポダン新記録） |
| パワーウォール     | 9人      | 野村祐希 |                         | 伊藤隆祐 | 試合時間120秒で押し込んだ方が勝利。                  |

初の元日開催となる今大会は、プロアスリートとの対決も行われた。この対決に挑む選手を選抜するため、8人の芸能人による全4種目のサバイバルバトルが最初に行われた。
第1種目は、2009年のスポーツマンNo.1決定戦プロスポーツマン大会以来の復活となる、パワーフォース。優勝候補の関口メンディーが、1回戦の辻本達規と準決勝の平野泰新をおよそ1秒で下す圧倒的な強さを見せる。一方初の総合3連覇を目指す佐野岳は、1回戦で平野に敗れる厳しいスタートとなった。決勝戦は、メンディーに初出場の樽美酒研二が挑むことになったが、ここでもメンディーが秒殺し、優勝した。
第2種目ハードジャンパーは、予選第1組で、かつてない持久戦が展開。春日俊彰、メンディー、森渉、辻本の4人の対決し、最初に100回で脱落した春日の後、脱落者が中々現れず、ついに3人は史上初の200回に到達。熱戦の末、メンディーが231回、森が237回で脱落し、初出場の辻本が1位で決勝進出となる。第2組は、佐野が種目2連覇の貫禄を見せ決勝進出。そして、予選1位以外の回数上位2人である森とメンディーが決勝進出となった。決勝は、予選で大きなダメージを抱えたメンディーと森が早々に脱落し、辻本と佐野の一騎打ちとなる。80回で辻本が脱落し、佐野が種目3連覇を達成。
第3種目パワーウォールでは、パワー系を得意とする選手が集まった中、前回決勝で戦った森と野村祐希が1回戦でいきなり顔を合わせる事となった。野村が前回に続き勝利し、準決勝に進出となる。決勝は野村に、パワーウォール最多優勝記録を持つメンディーという組み合わせになる。試合開始からメンディーが優勢に押し込むが、途中で野村が押し返し、一時はセンターラインまで戻したが、最終的にメンディーが再び押し返して野村を下し、4度目の種目制覇となった。ここで下位4人が脱落し上位4人のファイナリストが決定した。
最終種目ショットガンタッチ開始前の時点で、暫定総合1位メンディーと暫定総合3位タイで並ぶ佐野と春日の差は70p。1巡目、メンディーは11m50cmに挑み難なく成功させるが、12m20cm挑んだ樽美酒と12m30cmに挑んだ春日が脱落。佐野が12m30cmを成功し、総合優勝の行方はメンディーと佐野の争いとなった。メンディーは2巡目に12m00cmを成功させ、再び1位に浮上。佐野は自己新記録となる12m80cmに挑むも失敗し、総合3連覇を逃した。メンディーは第4回以来となる王座奪還となった。
そして、今大会のメインイベントとなるプロアスリートとの対決は、モンスターボックス、ショットガンタッチ、パワーウォールの3種目が行われた。
モンスターボックスでは、オレグ・ベルニャエフとデニス・アブリャジンの2016年リオデジャネイロオリンピックメダリストに、平野、佐野、森の3人のモンスターボックス王者が挑んだ。自己記録21段を持つベルニャエフが、自己記録を下回る20段を2回とも失敗すると、佐野も2回とも失敗。佐野にとっては初めて自己記録を下回る記録となってしまった。さらに、アブリャジンも20段を超えることが出来ず、21段は平野と森の芸能人対決となった。平野が1回で成功し森が失敗したため、この時点で平野の優勝が決定。続いて平野は、世界記録23段に挑戦。1回目の試技は失敗。ここで、池谷直樹とアブリャジンの2人が平野にアドバイスを送り、全員が平野の世界記録成功に期待を寄せた。そして2回目の試技で成功。史上5人目の世界記録保持者となった。そして、世界新記録となる24段に挑戦。体は頂上に上がったものの、2回とも失敗した。
ショットガンタッチでは、佐野と野村に、サッカー界から槙野智章と永井謙佑、プロ野球界から元読売ジャイアンツの鈴木尚広が参戦。槙野と野村は12m40cm、鈴木が12m60cmの記録を残す中、佐野は12m80cmのスポダン芸能人新記録をマーク。その佐野を上回るスピードを見せた永井が13m00cmを成功し優勝。永井はその後、青木宣親の持つ世界記録13m60cmに挑み成功させ、世界記録保持者となった。
パワーウォールでは、魔裟斗、所英男、立石諒、保田賢也、槙野智章の5人のプロアスリートに、メンディー、野村、春日、森の4人の芸能人が挑んだ。しかし、プロアスリートは2回戦までで全滅となり、決勝は本戦と同様メンディーと野村の対決に。結果、野村が本戦での借りを返し優勝した。

### 第8回
（2017年5月11日 19:00-21:54）
総合順位（16人出場・最終種目進出者3人）
| 順位  | 名前     | P   | 備考        |
| ----- | -------- | --- | ----------- |
| 第1位 | 野村祐希 | 465 | 前回総合5位 |
| 第2位 | 平野泰新 | 460 | 前回総合7位 |
| 第3位 | 森渉     | 420 | 前回総合7位 |

脱落者
| 順位   | 名前       | P   | 備考                           |
| ------ | ---------- | --- | ------------------------------ |
| 第4位  | 梶原颯     | 295 | 俳優                           |
| 第5位  | 大池瑞樹   | 260 | 九州BOYS                       |
| 第6位  | 大貫勇輔   | 245 | 第5回大会総合4位               |
| 第7位  | 辻本達規   | 240 | 前回総合6位                    |
| 第8位  | 真田ナオキ | 200 | 演歌歌手                       |
| 第8位  | 保田賢也   | 200 | 水球選手                       |
| 第10位 | 伊万里有   | 195 | 俳優                           |
| 第11位 | 春日俊彰   | 185 | 前回総合4位                    |
| 第12位 | 徳田浩至   | 180 | お笑いコンビ・ブリリアン       |
| 第13位 | 大倉士門   | 170 | 前々回総合12位                 |
| 第14位 | 大野雄大   | 155 | Da-iCE                         |
| 第15位 | クレイ勇輝 | 135 | 元キマグレン、現役プロボクサー |
| 第16位 | 藤田富     | 120 | 俳優                           |

種目別結果
| BATTLE | 競技名                 | 挑戦人数 | 優勝者   | 記録    | 実況     | 備考                                                         |
| ------ | ---------------------- | -------- | -------- | ------- | -------- | ------------------------------------------------------------ |
| 1st    | ハードジャンパー       | 16人     | 森渉     |         | 駒田健吾 |                                                              |
| 2nd    | モンスターボックス     | 8人      | 平野泰新 | 22段    | 駒田健吾 | 練習用の15段を成功した選手のみが本番の試技(16段から)に挑戦。 |
| 3rd    | アルティメットホイール | 16人     | 大池瑞樹 | 137本   | 伊藤隆祐 |                                                              |
| 4th    | パワーウォール         | 16人     | 野村祐希 |         | 伊藤隆祐 |                                                              |
| Final  | ショットガンタッチ     | 3人      | 野村祐希 | 12m70cm | 伊藤隆祐 |                                                              |

第1種目はハードジャンパー。今大会、歴代王者として唯一の出場者となった森渉は、予選第3組で前回この種目の最高記録238回を叩き出した辻本達規との対決を強いられる。しかし193回目で辻本の跳躍の高さが足りずハードルに接触し予選敗退。森はリベンジを果たし決勝進出となる。決勝は、森に3回目の出場となる野村祐希と平野泰新、初出場の大池瑞樹が挑んだ。結果は森が最後まで飛び続け、ハードジャンパー初優勝に輝いた。
第2種目のモンスターボックスでは、近年のレベルの向上に合わせ、15段までを練習用の高さに設定。この練習用の15段を成功した選手のみが16段以降の本番の試技に挑戦できるルールとなった。野村祐希が、父親である野村将希の自己記録17段を上回る18段の記録を残す一方、森は自己記録を下回る19段で終了。世界記録保持者の平野は20段を余裕で成功していく中、初出場の梶原颯も20段を1回目で成功させ、勝負はこの2人の一騎討ちとなる。共に21段を成功し、22段へ挑戦。平野は1回目で成功させるが、梶原は2回とも失敗し、平野のモンスターボックス3連覇が確定。平野は前人未到の2大会連続の世界記録成功を目指し23段に挑むも、2回とも失敗し快挙達成は成らなかった。総合ランキングでは、平野が森に並ぶ暫定総合1位に浮上した。
第3種目は新種目のアルティメットホイール。第1組で暫定総合1位の平野と森が激突し、共に93本で落下。さらに第3組に登場した初出場の真田ナオキも93本の記録を残し、3人が暫定1位で並んだ状態で最終組の結果を待つ事となった。最終組では、暫定総合3位につける野村が登場するが、86本で落下。そんな中、大池が暫定トップの3人を大きく上回る137本の高記録を叩き出し、この種目の初代優勝者の栄冠に輝く。この結果、上位3人の顔ぶれは変わらないものの、大池が暫定総合3位の野村に5p差と迫る暫定総合4位に浮上。梶原も野村と10p差の5位で、ファイナリストを射程圏内に捉える展開となる。
第4種目パワーウォールでは、前々回この種目を制した野村と、過去2回野村に敗れている森が順当に決勝戦へ進出。3度目の対決は、またもや野村に軍配が上がり、野村はこの種目2度目の優勝となった。この種目で上位3人のファイナリストが決定。森、平野、野村の3人がファイナリストとなった。第3種目終了時点で暫定総合4位だった大池は、パワーウォール1回戦で暫定総合5位の梶原に敗れファイナリスト逃し、梶原は2回戦で暫定総合1位タイの平野に勝利したが、準決勝で野村に敗れファイナリストを逃した。また、暫定総合6位につけていた大貫勇輔は準決勝で過去2回の対戦で勝利している森との対決となったが、逆転負けを喫し初出場以来のファイナリストには届かなかった。
最終種目ショットガンタッチ開始前の時点で、暫定総合1位の森と2位の平野との差は30p、3位の野村は35p差で追いかける展開となったが、森の自己記録は11m60cmであるのに対し、野村の自己記録は12m40cmと大きな差が開いている中での競技となった。1巡目、基準距離となる森の試技は11m30cmを申告。いきなり審議となるが、指先でなんとか触れることに成功する。平野、野村は逆転できる距離を難なく成功させていく。森は慎重に10cmずつ距離を伸ばしながらの試技を繰り返し、4巡目の11m60cmまでを成功。平野と野村も危なげなく成功させていく。5巡目、森は自己新記録となる11m80cmを申告。審議の結果、成功となり自己新記録を樹立。しかし、平野と野村は依然として余裕を残して成功。森は6巡目に11m90cmに挑んだが、失敗。王座奪還の夢はここで潰えた。平野と野村の一騎討ちとなった7巡目、平野は一気に12m60cmに距離を伸ばす大勝負に出る。この距離を成功させ、野村にプレッシャーを与える。野村は自己新記録となる12m70cmへの挑戦となったが、まだ余裕を残して成功。迎えた8巡目、平野は10cm伸ばして12m70cmに挑戦したが、わずかに届かず失敗。この瞬間、野村が暫定総合3位からの逆転で総合優勝を勝ち取った。

### 第9回
（2017年9月28日 19:00-21:54）
総合順位（16人出場・最終種目進出者3人）
| 順位  | 名前     | P   | 備考         |
| ----- | -------- | --- | ------------ |
| 第1位 | 野村祐希 | 335 | 前回総合優勝 |
| 第2位 | 森渉     | 325 | 前回総合3位  |
| 第3位 | 辻本達規 | 310 | 前回総合7位  |

脱落者
| 順位   | 名前       | P   | 備考                             |
| ------ | ---------- | --- | -------------------------------- |
| 第4位  | 蒼木陣     | 290 | 俳優                             |
| 第5位  | 徳田浩至   | 265 | 前回総合12位                     |
| 第6位  | 梶原颯     | 255 | 前回総合4位                      |
| 第7位  | 平野泰新   | 220 | 前回総合2位                      |
| 第8位  | 大倉士門   | 210 | 前回総合13位                     |
| 第9位  | 大池瑞樹   | 195 | 前回総合5位                      |
| 第10位 | 澁澤侑哉   | 190 | モデル                           |
| 第11位 | 立花裕大   | 185 | 俳優、タレント                   |
| 第12位 | 小幡和貴   | 175 | お笑いタレント・おばたのお兄さん |
| 第13位 | IN SOO     | 165 | 韓国ユニットMYNAME               |
| 第14位 | 太田博久   | 160 | お笑いトリオ・ジャングルポケット |
| 第15位 | 西川俊介   | 140 | 俳優                             |
| 第16位 | 岡田隆之介 | 125 | 俳優                             |

種目別結果
| BATTLE | 競技名             | 挑戦人数 | 優勝者   | 記録    | 実況     | 備考                                                         |
| ------ | ------------------ | -------- | -------- | ------- | -------- | ------------------------------------------------------------ |
| 1st    | ハードジャンパー   | 16人     | 森渉     |         | 伊藤隆佑 |                                                              |
| 2nd    | モンスターボックス | 12人     | 平野泰新 | 22段    | 駒田健吾 | 練習用の14段を成功した選手のみが本番の試技(15段から)に挑戦。 |
| 3rd    | ヘビープレス       | 16人     | 野村祐希 |         | 駒田健吾 |                                                              |
| 4th    | パワーウォール     | 16人     | 野村祐希 |         | 伊藤隆佑 |                                                              |
| Final  | ショットガンタッチ | 3人      | 野村祐希 | 11m80cm | 伊藤隆佑 |                                                              |

第1種目ハードジャンパーでは、予選第1組では、前回この種目決勝進出している野村祐希と平野泰新が予選敗退を喫し、2人に勝利した辻本達規が決勝進出。予選第2組では、初出場の蒼木陣が岡田隆之介、ジャングルポケットの太田博久、大倉士門を破り決勝進出。第3組では徳田浩至が西川俊介、立花裕大、澁澤侑哉を破って決勝進出。そして第4組でカンフル剤として、おばたのお兄さんこと小幡和貴が登場。森渉、大池瑞樹、梶原颯、小幡和貴との対戦となり、この種目前回覇者の森が意地を見せて決勝進出。決勝戦では、まず徳田が脱落し、続いて蒼木が脱落。森と辻本の2人の一騎打ちとなり、激戦の末、森がこの種目連覇達成。
第2種目モンスターボックスでは、自己記録18段の野村祐希が記録17段に終わってしまい、さらに自己記録20段を持ち、この種目4度の優勝経験を持つ森が、自己記録を2段下回る記録18段に終わってしまうという波乱の幕開け。それとは対照的に初出場の蒼木が18段の記録を打ち立て、さらに前回記録15段だった大池が自己記録を3段伸ばして18段の記録を残した。19段で森、蒼木、大池が脱落し、平野と梶原の2人による一騎打ち。21段で梶原が1回目失敗を記録してしまうが、2回目で成功。22段では両者共に1回目を失敗。梶原は22段2回目も失敗に終わってしまったが、平野は22段2回目で成功。優勝が決まった平野は、世界新記録24段に挑戦。しかし1回目2回目共に失敗に終わり、世界新記録の夢は幻に終わった。
第3種目ヘビープレスでは、予選第1組では澁澤、太田、立花を破った小幡が決勝進出。予選第2組ではハードジャンパー1位の森と2位の辻本、モンスターボックス1位の平野と2位の梶原が並び、優勝候補が集う組として注目され、激戦の末、辻本が勝利。予選第3組では徳田が岡田、西川、大池を破って決勝進出。予選第4組では前回この種目優勝している野村が登場。2種目が終わった時点で暫定総合7位と苦戦を強いられたが、持ち前のパワーでIN SOO、蒼木、大倉を撃破し、決勝進出。決勝戦では小幡、辻本が脱落し、徳田と野村の一騎打ちとなり、野村がこの種目連覇達成。
第4種目パワーウォールでは、準決勝で森と野村の4度目の対戦が激突。野村を相手に粘った森だったが、制限時間90秒をフルに使って野村が勝利し、またも野村に敗れる。そんな中、初出場の澁澤が2回戦で徳田を、準決勝で辻本を破る大活躍を見せ、決勝へと駒を進めた。決勝で澁澤と野村が対戦し、野村がこの種目連覇達成。2つ目の種目別制覇で、暫定総合3位で決勝進出。第4種目前まで暫定総合3位にいた蒼木は、2回戦で森に敗れ、暫定総合3位の野村に15Pで敗れ、決勝進出ならず。
最終種目ショットガンタッチでは、森が11m50cmをギリギリでクリアし、薄氷のクリア。そして初めて決勝進出を果たし、11m70cmで逆転を狙った辻本だったが、僅かにボールが先に落下し、失敗。総合3位に終わった。11m80cmで逆転を狙った野村は余裕で成功。そして11m60cmで逆転を狙いに行った森だったが、距離は届いていたがボールの落下が僅かにズレ、触れられず失敗。4年ぶりの王座奪還はならなかった。野村祐希が史上3人目の総合連覇を成し遂げた。

### 第10回
（2018年1月1日 18:00-20:54）
種目別結果
| BATTLE | 競技名             | 挑戦人数 | 優勝者         | 記録    | 実況     | 備考             |
| ------ | ------------------ | -------- | -------------- | ------- | -------- | ---------------- |
| 1st    | モンスターボックス | 5人      | 平野泰新       | 21段    | 伊藤隆佑 | 13段より試技開始 |
| 2nd    | パワーウォール     | 8人      | ネポ・ラウララ |         | 駒田健吾 |                  |
| 3rd    | ショットガンタッチ | 8人      | 永井謙佑       | 13m20cm | 伊藤隆佑 |                  |

この第10回大会では、モンスターボックス、パワーウォール、ショットガンタッチ、それぞれの種目別優勝のみを決める形式で行われた。

## 第11回 -

### 第11回
（2022年3月22日 19:00 - 22:57）
総合順位（16人出場・最終種目進出者3人）
| 順位  | 名前     | P   | 備考                         |
| ----- | -------- | --- | ---------------------------- |
| 第1位 | 武知海青 | 510 | THE RAMPAGE from EXILE TRIBE |
| 第2位 | 森渉     | 495 | 前々回総合2位                |
| 第3位 | 佐藤嘉人 | 490 | パフォーマー                 |

脱落者
| 順位   | 名前           | P   | 備考                         |
| ------ | -------------- | --- | ---------------------------- |
| 第4位  | 佐野岳         | 360 | 第7回大会総合2位             |
| 第5位  | コージ・トクダ | 330 | 前々回総合5位                |
| 第6位  | 大倉士門       | 320 | 前々回総合8位                |
| 第7位  | ケイン・コスギ | 315 | 俳優                         |
| 第8位  | 塩﨑太智       | 305 | M!LK                         |
| 第9位  | 駒木根葵汰     | 220 | 俳優                         |
| 第10位 | 浦川翔平       | 210 | THE RAMPAGE from EXILE TRIBE |
| 第11位 | 池谷直樹       | 205 | 第6回大会総合8位             |
| 第12位 | 平田雄也       | 200 | 第6回大会総合11位            |
| 第13位 | 菅原健         | 175 | 俳優                         |
| 第13位 | 平原颯馬       | 175 | サーファー                   |
| 第13位 | 小宮璃央       | 175 | 俳優                         |
| 第16位 | 富樫慧士       | 170 | 俳優                         |

種目別結果
| BATTLE | 競技名               | 挑戦人数 | 優勝者                     | 記録    | 実況                                                    | 備考 |
| ------ | -------------------- | -------- | -------------------------- | ------- | ------------------------------------------------------- | ---- |
| 1st    | モンスターボックス   | 16人     | 武知海青、佐野岳、佐藤嘉人 | 19段    | 熊崎風斗（14段から17段まで） 伊藤隆佑（13段と18段以降） |      |
| 2nd    | クレイジーキャッスル | 16人     | 武知海青                   |         | 熊崎風斗                                                |      |
| 3rd    | ヘビープレス         | 16人     | コージ・トクダ             |         | 伊藤隆佑                                                |      |
| 4th    | ハードジャンパー     | 16人     | 森渉                       |         | 伊藤隆佑                                                |      |
| 5th    | パワーウォール       | 8人      | 武知海青                   |         | 駒田健吾                                                |      |
| Final  | ショットガンタッチ   | 3人      | 森渉                       | 12m20cm | 伊藤隆佑                                                |      |

4年ぶりの開催にして、前身の『スポーツマンNo.1決定戦』から数えて、50回目の開催となる節目の大会で、ケイン・コスギと池谷直樹が復活。スポダン最多出場の森渉は、「今回優勝しなかったら引退」と進退を懸けて臨んだ。
第1種目モンスターボックスでは、自己記録20段以上の選手が4人のハイレベルな闘いが予想される中、初出場の武知海青と佐藤嘉人が19段をマーク。佐野岳と共に20段に挑戦も失敗し、第5回以来となる3人同時の種目別優勝となった。
第2種目で登場した新種目のクレイジーキャッスルでは、第1組で武知がケインに勝利し、ケインは新世代の台頭を許す形に。第2組ではゼンカイジャーの駒木根、ウルトラマンの平田、仮面ライダーの富樫と佐野のヒーロー対決で、スピード系種目を得意とする佐野が、他を寄せ付けずに旗を獲得。第3組は佐藤、第4組は森が勝利し、決勝では武知が圧倒的なスピードで優勝。
第3種目ヘビープレスでは、第1組でケインと池谷が隣り合い、初出場の小宮璃央と浦川翔平の若手2人を受け入れる形に。47歳のケインと19歳の小宮の一騎打ちで、小宮が大金星。第2組は武知、第3組は佐藤が勝ち上がり、第4組は、コージが表情一つ変えずに余裕の決勝進出。決勝は小宮、佐藤と脱落し、武知とコージの一騎打ちに。重さが100kgを超えた末に武知が先に脱落。コージが悲願の種目別優勝で、暫定順位を12位から一気に6位まで浮上させた。
第4種目ハードジャンパーでは、この競技終了時点で、9位以下の8人が脱落。全選手がこの競技に懸ける中、第1組では、暫定総合1位の武知と2位の佐藤が激突し、武知が勝利。第2組では、レジェンド47歳のケインが、20代の平田、塩﨑、平原の3人を受けて立つ形に。しかしケインが最初に脱落し塩﨑が決勝進出。第3組は佐野が制し、第4組では、森と浦川がデッドヒートを繰り広げ、浦川が180回目の跳躍で、つま先がハードルに引っ掛かり脱落。決勝では、過去決勝に進んだ回は全て勝利していた佐野が137回目の跳躍でハードルを上から踏んでしまい最初に脱落する波乱。残った3人は150回を超える闘いにもつれ込み、塩﨑が154回、武知が171回で脱落し、森がこの種目3連覇を成し遂げた。
ハードジャンパー競技終了時点で次の種目に進める8人が決定。ケインは、暫定総合7位タイとレジェンドの威信にかけ生き残るも、池谷は暫定総合11位で、初めてパワーウォールに進出する前に脱落を喫した。そして、大倉士門が4回目の出場で初のベスト8。ヘビープレス終了時点で暫定10位だった塩﨑が、8位にいた駒木根を逆転し滑り込みで生き残った。
第5種目パワーウォールでは、暫定トップの武知が圧倒的な存在感を見せ、1回戦で塩﨑、準決勝で大倉に勝利。ケインは、1回戦で佐藤に難なく勝利。準決勝ではコージとの対戦で、開始からケインが押し込み終盤までリードを保つも、残りあと数秒のところで力尽き、その瞬間コージに押し切られ大逆転負け。決勝では武知とコージが激突。体重で10kg劣る武知がスタートダッシュに成功し勝利した。
最終種目ショットガンタッチでは、最初に武知が11m00cmを成功させ、次に佐藤が失敗したら即脱落の一発勝負で、12m10cmを成功。そして過去に12m台の成功がない森が12m20cmを成功させ、自己記録を大幅に更新。2巡目では武知が11m30cmに挑戦。審議の判定も成功し、再び暫定トップに。佐藤と森の2人は、12m40cmを成功すれば再びトップに浮上できるが、2人とも失敗し武知が、第1回の佐野以来となる初出場での総合優勝、5人目の新王者となった。
過去にスポダン3度の総合優勝を果たした佐野岳は、モンスターボックスで優勝も、記録19段で自己記録に届かず。そしてスピード系種目のクレイジーキャッスルと、得意種目のハードジャンパーで優勝を逃し、ヘビープレスで予選敗退と本調子に乗れない結果が続き、ハードジャンパー終了時点で暫定4位と、逆転のショットガンタッチ進出に向けて挑んだパワーウォールの1回戦で、大倉に押し切られ1回戦敗退。悔しさのあまり、競技後に涙を流すシーンが見られた。同種目終了時点で、総合3位の森に15P届かず、総合4位で第4回以来の脱落を喫した。
今大会をもって、第1回から出場していた森渉が引退を表明、同じく第1回から主宰を務めてきた美月ありさが主宰を降板した。また、第1回から最終競技としていたショットガンタッチが無くなった。

### 第12回
（2024年5月3日 18:30 - 22:00）
総合順位（16人出場）
| 順位   | 名前       | P   | 備考                                            |
| ------ | ---------- | --- | ----------------------------------------------- |
| 第1位  | 武知海青   | 300 | 前回総合優勝                                    |
| 第2位  | 中村克     | 290 | 競泳選手                                        |
| 第3位  | 福尾誠     | 240 | NHK『おかあさんといっしょ』第12代体操のお兄さん |
| 第4位  | 藤光謙司   | 220 | 世界陸上銅メダリスト                            |
| 第5位  | 塩﨑太智   | 210 | 前回総合8位                                     |
| 第6位  | FUMA       | 190 | &TEAM                                           |
| 第7位  | ミンホ     | 150 | SHINee                                          |
| 第8位  | 中山翔貴   | 140 | 俳優・中山秀征の長男                            |
| 第8位  | アロハ     | 140 | 超特急                                          |
| 第10位 | EIKU       | 110 | ONE N' ONLY                                     |
| 第11位 | 中務裕太   | 100 | GENERATIONS from EXILE TRIBE                    |
| 第11位 | 桜庭大翔   | 100 | 俳優                                            |
| 第13位 | 高橋光臣   | 090 | 俳優                                            |
| 第13位 | 澤井一希   | 090 | モデル                                          |
| 第15位 | 魔裟斗     | 060 | 第5回大会総合13位                               |
| 第16位 | 小島よしお | 050 | お笑いタレント                                  |

種目別結果
| BATTLE | 競技名             | 挑戦人数 | 優勝者   | 記録 | 実況     | 備考             |
| ------ | ------------------ | -------- | -------- | ---- | -------- | ---------------- |
| 1st    | モンスターボックス | 16人     | 福尾誠   | 21段 | 赤荻歩   | 14段より試技開始 |
| 2nd    | ビーチフラッグス   | 16人     | 武知海青 |      | 南波雅俊 |                  |
| 3rd    | パワーウォール     | 16人     | 中村克   |      | 熊崎風斗 |                  |
| Final  | ハードジャンパー   | 14人     | 塩﨑太智 |      | 南波雅俊 |                  |

2年ぶりに開催され、有観客で収録を行い、7000人もの観客が集まった。
第1種目のモンスターボックスでは、初出場の福尾誠が21段、前回記録19段で種目別優勝の武知が20段をマークし、大会としては3大会ぶりに20段超えの記録を残した。また塩﨑、魔裟斗もそれぞれ自己記録を更新した。
第2種目のビーチフラッグスでは、武知が決勝で藤光謙司に対し、スタートで優勢に立ったことから、そのまま逃げ切り旗を獲得。
第3種目のパワーウォールでは、初挑戦の中山翔貴が、過去にこの種目を制した魔裟斗に対し、制限時間を使い切る死闘の末に勝利をもぎ取る大金星を起こし、スペシャルバトルを除き、種目別優勝経験者が1回戦で姿を消す初の事例となった。さらに体重56kgのアロハが、体重70kgの中務裕太に勝利する下剋上を起こした。決勝では、武知と中村克の一騎打ちとなったが、準決勝までの3試合で、高橋光臣、桜庭大翔、中山翔貴と強豪相手に勝利を収めてきた武知は、決勝前の時点で疲れ切っており、最後は中村の力に圧倒され転倒し、当種目初黒星となった。また、2回戦で右足の靴が脱げるというアクシデントに見舞われた小島よしおは、競技終了後、脱げた靴を履こうとしたが、かかとを踏んだまま階段を降りたことが災いし、足を捻る怪我に見舞われ、ハードジャンパーを棄権した。
初の最終種目に採用されたハードジャンパーでは、この種目開始時点で暫定総合1位の武知と2位の福尾が、それぞれ予選で早々と撃沈。福尾が開始直後に跳ぶタイミングを誤り、1回で脱落。さらに魔裟斗がリハーサル中に足を痛め棄権。第1組では藤光、第2組では中村、第3組はミンホ、第4組は塩﨑がそれぞれ勝ち上がった。決勝は藤光が30回で脱落し、次にミンホが77回で脱落。中村と塩﨑の一騎打ちは、中村が138回目でハードルに足を引っ掛け脱落。塩﨑が初めて種目別優勝を獲得。総合ランキングでは武知が、後半の種目で追い上げを見せていた中村に対し、10P差で逃げ切り、史上4人目の連覇達成となった。

### 第13回
（2024年10月14日 18:30 - 22:00）
総合順位（15人出場）
| 順位   | 名前             | P   | 備考                 |
| ------ | ---------------- | --- | -------------------- |
| 第1位  | 武知海青         | 270 | 前回、前々回総合優勝 |
| 第2位  | 才川コージ       | 230 | 第6回大会総合7位     |
| 第3位  | 中村克           | 160 | 前回総合2位          |
| 第3位  | 桑山隆太         | 160 | WATWING              |
| 第5位  | EIKI             | 140 | MAZZEL               |
| 第6位  | 長妻怜央         | 130 | 7ORDER               |
| 第7位  | 山田章仁         | 120 | ラグビー選手         |
| 第7位  | おばたのお兄さん | 120 | 第9回大会総合12位    |
| 第9位  | 高柳光希         | 110 | TBSアナウンサー      |
| 第10位 | 野村祐希         | 090 | 第8・9回大会総合優勝 |
| 第10位 | EIKU             | 090 | 前回総合10位         |
| 第12位 | アロハ           | 070 | 前回総合8位          |
| 第13位 | カズタ           | 050 | n.SSign              |
| 第13位 | ケイン・コスギ   | 050 | 前々回総合7位        |
| 第15位 | ワタリ119        | 040 | お笑いタレント       |

五輪メダリスト枠出場選手
| BATTLE | 競技名             | 選手           | 競技         | 備考                                             |
| ------ | ------------------ | -------------- | ------------ | ------------------------------------------------ |
| 1st    | モンスターボックス | 北園丈琉       | 体操         | 東京五輪男子団体銀メダリスト                     |
| 2nd    | ビーチフラッグス   | 文田健一郎     | レスリング   | パリ五輪グレコローマンスタイル60kg級金メダリスト |
| 3rd    | パワーウォール     | ウルフ・アロン | 柔道         | パリ五輪混合団体銀メダリスト                     |
| Final  | ハードジャンパー   | 渡辺勇大       | バドミントン | パリ五輪混合ダブルス銅メダリスト                 |

種目別結果
| BATTLE | 競技名             | 挑戦人数 | 優勝者                         | 記録 | 実況     | 備考             |
| ------ | ------------------ | -------- | ------------------------------ | ---- | -------- | ---------------- |
| 1st    | モンスターボックス | 16人     | 武知海青、才川コージ、北園丈琉 | 20段 | 伊藤隆佑 | 15段より試技開始 |
| 2nd    | ビーチフラッグス   | 16人     | 文田健一郎                     |      | 小笠原亘 |                  |
| 3rd    | パワーウォール     | 16人     | ウルフ・アロン                 |      | 伊藤隆佑 |                  |
| Final  | ハードジャンパー   | 16人     | 渡辺勇大                       |      | 小笠原亘 |                  |

7年ぶりの年2回開催となった。

### 第14回
（2025年5月2日 18:30 - 22:00）
総合順位（15人出場）
| 順位   | 名前         | P   | 備考                     |
| ------ | ------------ | --- | ------------------------ |
| 第1位  | 山本良幸     | 270 | SASUKE・山田軍団 黒虎    |
| 第2位  | 中村克       | 230 | 前回総合3位              |
| 第3位  | 佐野岳       | 220 | 第11回大会総合4位        |
| 第4位  | 高柳光希     | 180 | 前回総合9位              |
| 第4位  | 平野泰新     | 180 | 第9回大会総合7位         |
| 第6位  | 青木マッチョ | 160 | お笑いタレント・かけおち |
| 第7位  | 中務裕太     | 150 | 前々回総合11位           |
| 第8位  | ソンユン     | 130 | n.SSign                  |
| 第9位  | 金子侑司     | 110 | 元埼玉西武ライオンズ     |
| 第10位 | 永井大       | 100 | 俳優                     |
| 第11位 | ヒョンユル   | 080 | Hi-Fi Un!corn            |
| 第12位 | テヨン       | 070 | CRAVITY                  |
| 第13位 | SEIYA        | 060 | BUDDiiS                  |
| 第13位 | 岩永洋昭     | 060 | 元純烈                   |
| 第15位 | MASHIHO      | 040 | 元TREASURE               |

五輪メダリスト枠出場選手
| BATTLE | 競技名             | 選手     | 競技         | 備考                                             |
| ------ | ------------------ | -------- | ------------ | ------------------------------------------------ |
| 1st    | モンスターボックス | 加藤凌平 | 体操         | リオ五輪男子団体金メダリスト                     |
| 2nd    | ビーチフラッグス   | 塚原直貴 | 陸上競技     | 北京五輪4×100mリレー銀メダリスト                 |
| 3rd    | パワーウォール     | 日下尚   | レスリング   | パリ五輪グレコローマンスタイル77kg級金メダリスト |
| Final  | ハードジャンパー   | 渡辺勇大 | バドミントン | 前回ハードジャンパー優勝                         |

種目別結果
| BATTLE | 競技名             | 挑戦人数 | 優勝者   | 記録 | 実況     | 備考 |
| ------ | ------------------ | -------- | -------- | ---- | -------- | ---- |
| 1st    | モンスターボックス | 16人     | 平野泰新 | 22段 | 伊藤隆佑 |      |
| 2nd    | ビーチフラッグス   | 16人     | 塚原直貴 |      | 小笠原亘 |      |
| 3rd    | パワーウォール     | 16人     | 中村克   |      | 伊藤隆佑 |      |
| Final  | ハードジャンパー   | 16人     | 渡辺勇大 |      | 小笠原亘 |      |

有明アリーナで、有観客で開催された。
佐野岳と平野泰新が復活参戦。3連覇中の武知海青は、コンディション不良のため欠場となった。前回同様、各種目1名ずつオリンピックメダリストが特別参戦した。
第1種目のモンスターボックスでは、初出場の山本良幸が21段をマーク。世界記録保持者の平野は22段を成功し、5度目の種目別優勝を成し遂げた。その後、世界新記録となる24段に挑戦したが、身体が跳び箱の上に乗ってしまい失敗し、世界新記録はまたしても幻となった。
第2種目のビーチフラッグスでは、スピード系種目が得意の佐野とメダリスト塚原の決勝戦となった。スタートの反応が抜群だった佐野が優勢かと思われたが、ゴール直前でまさかの転倒。その間に塚原がフラッグを獲得し、優勝となった。
第3種目のパワーウォールでは、前々回種目別優勝の中村克が順当に決勝戦へ進出。もう一つの山を勝ち上がったのは筋肉芸人の青木マッチョ。準決勝でメダリスト日下を破っての決勝進出となった。決勝戦は、2大会ぶりに時間無制限のルールだったが、中村が圧倒的な力で青木を秒殺。中村は2大会ぶり、2度目の種目別優勝を果たした。
最終種目のハードジャンパーでは、暫定総合1位〜3位の山本、中村、佐野が予選敗退を喫してしまうまさかの展開。中務、ソンユン、メダリスト渡辺、高柳が決勝戦へ進出した。決勝では、4人全員が100回以上跳び、ソンユンが143回、高柳が178回、中務が200回で脱落し、渡辺が種目連覇となった。
総合ランキングでは、上位陣がハードジャンパーでの順位変動が無かったため、山本が初出場での総合優勝を成し遂げ、6人目の新王者となった。種目別優勝をしていない出場者が総合優勝する初の事例となった。
過去にスポダン3度の総合優勝を果たした佐野岳は、モンスターボックスで3位も記録19段で自己記録に届かず。スピード系種目のビーチフラッグスで優勝を逃し、パワーウォール2回戦敗退で、総合暫定3位につけ、逆転の総合優勝に向けた最終種目のハードジャンパーで、予選からメダリスト渡辺との対決を強いられ、188回目で足が上がらず敗退。悔しさのあまり、競技後に涙を流すシーンが見られた。総合2位の中村に10P届かず、総合3位となった。